# Powers Picture Plays
Power Picture Plays, inicialmente Powers Company, foi uma companhia cinematográfica estadunidense da era do cinema mudo, que foi responsável pela produção de 839 filmes entre 1909 e 1923, além da distribuição de 19 filmes entre 1909 e 1932.

## Histórico
Em 1909, a companhia foi formada por Patrick “Pat” Anthony Powers (1869–1948), como Powers Company, com escritório em Wakefield, Nova Iorque e, ainda em 1909, Powers e Irving Cummings abriram um novo estúdio em Mount Vernon, Nova Iorque, perto do Bronx, com Joseph A. Golden como diretor e Ludwig G. B. Erb como cameraman, e foram produzidos alguns filmes.
Em 1910 a Powers Company mudou seu nome para Powers Picture Plays, e Joseph A. Golden foi um de seus primeiros diretores.
Em 1912, a Powers Picture fez parte de fusão para formar a Universal Pictures. A Universal foi formada em 1912 pela emergência da Independent Moving Pictures Company, Rex Film Company, American Éclair, Nestor Film Company, Powers Picture Plays, The Champion Film Company, Yankee Film Company e New York Motion Picture Company. Mesmo a partir de 1912, os filmes da Powers Picture eram creditados pela companhia, mas distribuidos pela Universal.
O primeiro filme produzido pela Powers Picture Plays foi A Pirate of Turkey, lançado em 6 de fevereiro de 1909 e o último foi a comédia de animação curta-metragem Faces, lançada em 6 de janeiro de 1923. O estúdio apresentava produções variadas, e além de produzir várias animações, realizou documentários, tais como Insect Celebrities, em 1915, e In the Rocks of Índia, em 1917; westerns, tais como Across the Mexican Border (1911) e The Masked Rider (1914); e dramas, como Monte Cristo, em 1911, com Pearl White e Stuart Holmes, e The Nurse, em 1912, com Mary Miles Winter.
Em 1915, produziu seu único seriado, Lady Baffles and Detective Duck, com 11 episódios independentes, que veicularam entre 27 de maio e 25 de novembro, sob a direção de Allen Curtis.

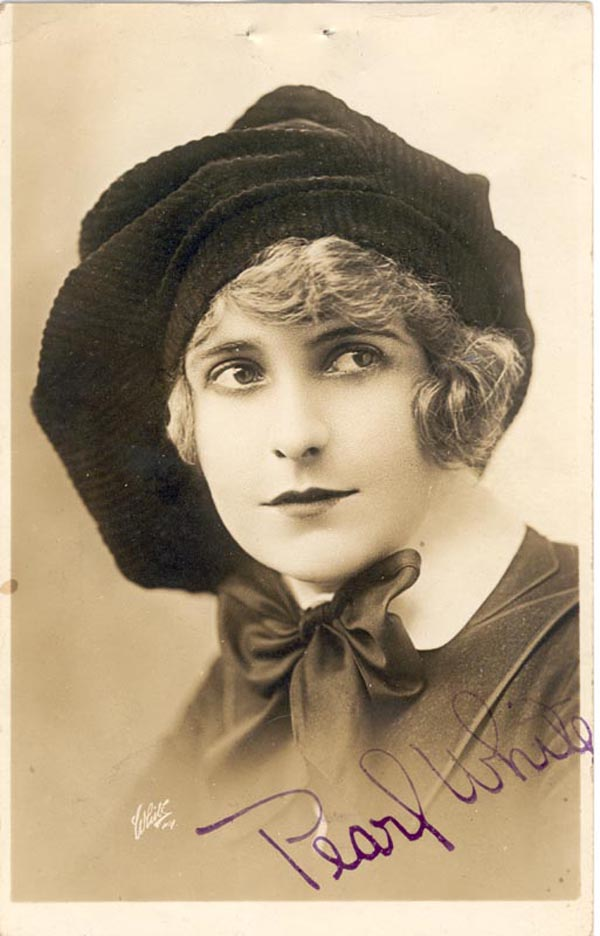
Pearl White, uma das estrelas da Powers Picture.

Seus filmes eram distribuídos pela Pathé, Motion Picture Distributors and Sales Company, pela própria Powers Picture, e pela Universal Pictures, da qual fez parte a partir de 1912.

## Pat Powers e Walt Disney
Em junho de 1927, Pat Powers tentou comprar a empresa de som quase falida DeForest Phonofilm, fazendo uma oferta pública de aquisição sem sucesso e, no rescaldo da aquisição falhada, Powers contratou um antigo técnico de DeForest, William Garity, para produzir uma versão clonada do sistema de gravação da Phonofilm, que se tornou o Powers Cinephone, pois, a esta altura, De Forest estava numa posição financeira frágil demais para interpor recurso contra Powers pela violação da patente.
Em 1929, Powers vendeu a Walt Disney o sistema de Cinephone para que ele pudesse sonorizar os desenhos de Mickey Mouse e Willie Whopper (1928). Incapaz de encontrar um distribuidor para seus desenhos animados sonoros, Disney começou liberando seus cartoons através de empresa de Powers, a Celebrity Pictures.

## Elenco
Fizeram parte da Powers Picture atores como Matty Roubert, Pearl White, Edna Maison, Mary Miles Minter, Fritzi Brunette, Stuart Holmes, Florence Barker, Lon Chaney, entre outros. O cineasta e ator Duke Worne estreou no filme The Barnstormers (1914). Diretores como Frank Powell, Harry C. Mathews, Edwin August, Allen Curtis e o próprio Pat Powers, dirigiram vários filmes da companhia.

## Filmografia parcial
- A Pirate of Turkey (1909)
- The Little Heroine (1910)
- The Man Who Waited (1910)
- A Jealous Wife (1910)
- A Little Confederate (1910)
- The Girl Next Door (1910)
- The Woman Hater (1910)[9]
- Across the Mexican Border (1911)
- Monte Cristo (1911)
- A Trip About Christiana (1911)
- The Awakening of Galatea (1911)
- The Last of the Mohicans (1911, I)
- The Horse Thief (1911)
- Life's Supreme Treasure (1912)
- Beautiful Christiania (1912)
- New York's $15,000,000 Fire (1912)
- The Nurse (1912, I)
- The Housekeeper (1912)
- The Burglar and the Rose (1912)
- In a Roman Garden (1913)
- The Tarantula (1913)
- A Seaside Samaritan (1913)
- The Barnstormers (1914)
- Hands Invisible (1914)
- The Transformation of Prudence (1914)
- The Feud (1914)
- The Masked Rider (1914)
- Lady Baffles and Detective Duck
- A Girl of the Pines (1915)
- The Elephant Circus (1915)
- A Romance of Toyland (1916)
- The Stolen Melody (1916)
- Irma in Wonderland (1916)
- Faces (1923)